# A Very Potter Musical
A Very Potter Musical (Originariamente Harry Potter: The Musical) è un musical con musica e testi di Darren Criss ed A.J. Holmes e libretto scritto da Nick Lang e Brian Holden.. La storia è una parodia basata sui libri della saga di Harry Potter, in particolare Harry Potter e la pietra filosofale, Harry Potter e il calice di fuoco, Harry Potter e il principe mezzosangue e Harry Potter e i Doni della Morte scritti da J. K. Rowling e sui rispettivi film. 
Il musical fu eseguito per la prima volta l'11 aprile 2009 nel campus dell'Università del Michigan, e poi caricato su YouTube. È stato prodotto dal Team StarKid e diretto da Matt Lang. Gli attori principali erano Darren Criss nel ruolo di Harry Potter,, Joey Richter nel ruolo di Ron Weasley, Bonnie Gruesen in quello di Hermione Granger, Jaime Lyn Beatty nella parte di Ginny Weasley e Joe Walker in quello di Lord Voldemort. A fine giugno 2009 il musical fu caricato su YouTube e divenne un successo, ottenendo milioni di visualizzazioni. Da allora, il Team StarKid ha messo in scena altri musical, quali Me And My Dick (2009), A Very Potter Sequel (2010), Starship (2011), Holy Musical B@man, A Very Potter Senior Year (presentato al LeakyCon l'11 agosto 2012) e Twisted: The Untold Story of a Royal Vizier (2013).

## Trama

### Atto I
Harry Potter (Darren Criss) è felice di tornare per il secondo anno ad Hogwarts, dove ritroverà i suoi amici Ron (Joey Richter) e Hermione (Bonnie Gruesen), oltre alla nuova arrivata Ginny (Jaime Lyn Beatty), sorella minore di Ron innamorata di Harry, il quale però è cotto di Cho Chang (Devin Lytle) (Gotta Get Back To Hogwarts). All'arrivo a scuola il Preside Albus Silente (Dylan Saunders) dà a tutti il benvenuto e presenta le novità dell'anno: il nuovo professore di Difesa Contro le Arti Oscure Quirinus Raptor (Brian Rosenthal) e il Torneo delle Case (parodia del Torneo Tremaghi), nel quale si sfideranno quattro Campioni, uno per ogni Casa, sorteggiati dal professore di Pozioni Severus Piton (Joe Moses). I quattro sorteggiati sono: Harry per Grifondoro, Cho per Corvonero, il ragazzo di lei Cedric Diggory (Tyler Brunsman) per Tassorosso, e il rivale di 
Harry, Draco Malfoy (Lauren Lopez) per Serpeverde. Hermione però è preoccupata perché la storia della Coppa delle Case è intrisa di sangue, ma ormai è troppo tardi: Harry non può tirarsi indietro. Draco, insieme ai suoi tirapiedi Tiger (Julia Albain) e Goyle (Jim Povolo), cerca di intimidire Harry dicendo che si trasferirà su Marte in una scuola chiamata Pigfarts, ma viene scacciato da Hermione.
Intanto scopriamo che il professor Raptor è posseduto da Voldemort (Joe Walker), attaccato alla sua nuca, e trama per farlo tornare. I due hanno svariati battibecchi dovuti alla loro natura completamente diversa (Different As Can Be).
Mentre Hermione fa i suoi compiti, Harry scrive una canzone per Cho Chang che è in realtà perfetta per Ginny, alla quale fa ascoltare la prima bozza, ignaro di quello che la sorella di Ron prova per lui (Ginny's Song). I tre amici vanno a prendere il Mantello Dell'Invisibilità di Harry per capire quale sarà la prima prova della Coppa, mentre Ginny canta il suo amore per Harry (Harry).
Voldemort intanto convince Raptor ad uscire per festeggiare il loro piano, mentre i tre amici scoprono che la prima prova consisterà nell'affrontare un drago e origliano un discorso di Draco che fa capire che il ragazzo ha una cotta per Hermione. Voldemort e Raptor tornano a casa ubriachi e riflettono su come tutto quello che è successo ha solidificato la loro amicizia nonostante le differenze (Different As Can Be - reprise).
Harry continua a trascurare la sua preparazione per il torneo, ed è colto completamente alla sprovvista quando è costretto ad affrontare un letale Ungaro Spinato. Non avendo altra scelta, Harry prende la chitarra e canta una ninna nanna al drago, facendolo addormentare e passando al secondo turno (Dragon Song).
Dopo poco tempo viene annunciato il Ballo Del Ceppo, e Ginny cerca di invitare Harry, che però è interessato a Cho Chang, alla quale canta la canzone precedentemente "provata" con Ginny (Cho's Song), ma viene respinto da Cho, che è già impegnata con Diggory. Lui e Ron sono quindi gli unici ragazzi senza partner. Intanto Raptor e Voldemort stregano il punch della festa in modo che serva alla realizzazione del loro piano.
Al Ballo del Ceppo, Hermione si mostra improvvisamente con uno splendido vestito, così Ron e Malfoy si rendono conto improvvisamente dei loro sentimenti per lei (Granger Danger). Harry sviluppa un'attrazione per Ginny e le chiede di ballare, lasciando Ron ad "ubriacarsi" di Burrobirra e Hermione a litigare con Malfoy, costringendola a scagliarsi contro entrambi. Harry si tira indietro da un bacio con Ginny, affermando che non possono stare insieme a causa della sua amicizia con Ron. Ginny se ne va in lacrime e un Harry agitato tenta di riconquistare la sua dignità flirtando con Cho, litigando con Cedric. Quando Harry, cercando di usarlo come arma, afferra il mestolo incantato che Raptor aveva messo in precedenza, esso teletrasporta sia Cedric che lui stesso in un cimitero misterioso.
Lì appare Raptor, che uccide Cedric con l'Avada Kedavra e pietrifica Harry. Dopodiché appare Piton incappucciato, che si taglia una mano mentre Raptor e Voldemort si immergono nel calderone, usando anche il sangue di Harry per completare un rituale che permette a Voldemort di tornare nel proprio corpo. Voldemort quindi festeggia con i suoi Mangiamorte (To Dance Again). Arriva Bellatrix Lestrange (Britney Coleman) per dare il bentornato al suo maestro e amante, e rivela che il loro piano era di usare Raptor come capro espiatorio per l'omicidio di Harry. Affranto per il tradimento della loro amicizia, Raptor viene portato ad Azkaban. Prima che Voldemort possa uccidere Harry, però, questi riesce a usare il mestolo per fuggire di nuovo a Hogwarts, dove esclama con orrore che Voldemort è tornato.

### Atto II
Il Ministero della Magia non crede al ritorno di Voldemort, nonostante le prove quali il nuovo video-blog di Voldemort e la sua recensione di 17 Again - Ritorno al liceo, con l'idolo dello show, Zac Efron. Nel frattempo Harry, consumato dallo stress che gli causa questa situazione, allontana i propri amici con il suo comportamento egocentrico. Malfoy tenta di prendere in giro Harry, ma è umiliato ancora una volta di fronte al corpo studentesco e giura vendetta. Ginny cerca di chiarire la sua relazione con Harry, ma lui spiega che finché Voldemort sarà in circolazione, loro non possono stare insieme perché lui vuole proteggerla. Quando Ginny corre via in lacrime, Silente travestito chiama Harry nel suo ufficio per discutere di Voldemort.
Piton si rivela essere un Mangiamorte sotto copertura e si incontra con Voldemort, che si trova in una profonda depressione dopo la sua litigata con Raptor. Piton presenta al Signore Oscuro Draco Malfoy, che racconta a Voldemort di un ingresso segreto in Hogwarts in cambio di un razzo per Marte (Pigfarts, Pigfarts, Here I Come). Voldemort fa anche stipulare a Malfoy un contratto magico vincolante affinché uccida Silente per lui. Harry, Ron e Hermione arrivano all'ufficio di Silente per la riunione. Lì, Silente spiega che Voldemort ha degli horcrux che lo rendono immortale finché essi esistono, rivelando che egli ha già distrutto cinque dei sei horcrux e dando ad Harry un medaglione per trovare l'ultimo, nascosto proprio ad Hogwarts. Proprio in quel momento, i Mangiamorte fanno irruzione nell'ufficio e arrestano Silente. Malfoy si prepara a rispettare la sua parte del patto, ma a seguito di un discorso di incoraggiamento di Silente si ritrova incapace di dare il colpo di grazia. Piton prende l'iniziativa e uccide Silente, traumatizzando Harry che dichiara di dover combattere Voldemort da solo.
Voldemort prende con successo il Ministero della Magia, ma si strugge ancora per la perdita di Raptor. Voldemort, Raptor e Harry si lamentano di tutti coloro che hanno perso (Missing You). In seguito, un Mangiamorte informa Voldemort che Hogwarts è caduta, e Voldemort si prepara a partire per Hogwarts stessa.
Ginny trova Harry all'interno di Hogwarts e cerca di convincerlo che lui ha il potere di salvare tutti, ma Harry è pessimista e lamenta le aspettative irrealistiche e la pressione fatte su di lui per il fatto di essere "il bambino sopravvissuto". Ginny lo rassicura che non è solo nella sua lotta contro il male (Not Alone), e lui si riconcilia con Ron e Hermione. Con l'aiuto di Malfoy, che si è pentito, Harry e Ron si dirigono nell'ufficio di Silente per distruggere l'ultimo Horcrux, mentre Ginny e Hermione tentano di contattare l'Ordine della Fenice. Prima di separarsi, Ron si scusa con Hermione per il suo comportamento al Ballo del Ceppo e i due condividono un bacio appassionato.
Harry, Ron e Malfoy scoprono che l'ultimo Horcrux è il poster di Zac Efron che Silente teneva nel suo ufficio. L'horcrux cerca di mettere Ron contro Harry prendendo le sembianze di Voldemort e Hermione e facendo leva sulle sue insicurezze. Ron combatte l'inganno e distrugge l'horcrux, riaffermando la sua amicizia con Harry.
Un gruppo di Mangiamorte guidati da Bellatrix arriva nell'ufficio, dopo aver catturato Ginny e Hermione. Piton si rivela essere un agente di Silente e tenta di salvare gli studenti, ma viene ucciso da Bellatrix. Proprio in quel momento, la madre di Ron e Ginny, Molly Weasley (Lily Marks) interviene in soccorso e uccide Bellatrix. Con il suo ultimo respiro, Piton rivela che Harry divenne un settimo Horcrux nella notte della morte dei suoi genitori.
Voldemort arriva a Hogwarts e richiede che il corpo studentesco consegni Harry in cambio della loro vita. Harry si rende conto che deve morire per salvare tutti e si arrende a Voldemort, che lo uccide. Trovandosi in un regno tra la vita e la morte, Harry incontra Silente, il quale spiega che Voldemort ha involontariamente distrutto il suo settimo Horcrux uccidendo Harry. Silente fa tornare Harry nel mondo dei vivi prima di partire per Pigfarts cavalcando Rumbleroar, il leone che fa da Preside alla scuola di Marte.
Ron e Hermione radunano gli altri studenti di Hogwarts e li convincono a combattere perché è ciò che avrebbe fatto Harry (Voldemort is Goin' Down). Quando Harry si mostra ancora vivo, tutti esultano, ma Voldemort irrompe nella stanza, scioccato dal fatto che Harry sia ancora vivo. Harry spiega che il suo atto di sacrificio ha reso gli studenti di Hogwarts immuni alla magia di Voldemort, e che la noncuranza di Voldemort nei confronti degli altri alla fine sarà la sua rovina. Voldemort tenta l'Avada Kedavra, ma Harry contrattacca l'incantesimo e lo uccide.
Il corpo studentesco celebra la morte di Voldemort, e Neville Paciock (Richard Campbell) trova il testamento di Silente in cui il Preside aggiudica la Coppa delle Case a Grifondoro e nomina Harry come nuovo Preside. Harry bacia appassionatamente Ginny dopo che Ron dà loro la sua benedizione, e tutti gli studenti danno una festa.
Ad Azkaban, Raptor apprende della morte di Voldemort ed è devastato. Tuttavia, l'ultimo residuo dello spirito di Voldemort arriva a fare ammenda con Raptor, e i due si riuniscono gioiosamente (Not Alone/Goin' Back to Hogwarts - Reprise).

## Cast e personaggi
| Attore/Attrice   | Personaggio                                                     |
| ---------------- | --------------------------------------------------------------- |
| Darren Criss     | Harry Potter                                                    |
| Joey Richter     | Ron Weasley                                                     |
| Bonnie Gruesen   | Hermione Granger                                                |
| Jaime Lyn Beatty | Ginny Weasley                                                   |
| Lauren Lopez     | Draco Malfoy                                                    |
| Joe Walker       | Lord Voldemort                                                  |
| Dylan Saunders   | Albus Silente                                                   |
| Brian Rosenthal  | Quirinus Raptor                                                 |
| Joe Moses        | Severus Piton                                                   |
| Britney Coleman  | Bellatrix Lestrange Studente di Tassorosso                      |
| Tyler Brunsman   | Cedric Diggory Cornelius Caramell                               |
| Devin Lytle      | Cho Chang                                                       |
| Richard Campbell | Neville Paciock                                                 |
| Julia Albain     | Vincent Tiger                                                   |
| Sango Tajima     | Lavanda Brown Mangiamorte                                       |
| Jim Povolo       | Gregory Goyle Mangiamorte                                       |
| Lily Marks       | Pansy Parkinson Molly Weasley Studente di Corvonero Mangiamorte |